# Grupo de Artillería 7 (Chaco)
El Grupo de Artillería 7 (GA 7) fue una unidad de la VII Brigada de Infantería del Ejército Argentino con asiento en la Guarnición de Ejército «Resistencia».
El GA 7 condujo el Área 233 con jurisdicción en la provincia del Chaco. La Brigada de Investigaciones y la Alcaldía fueron los centros clandestinos de detención que funcionaron en el Chaco.
En el año 1982 y por motivo de la guerra de las Malvinas, el GA 7 guarneció Puerto San Julián, provincia de Santa Cruz.